# Knud Knudsen (Fotograf)

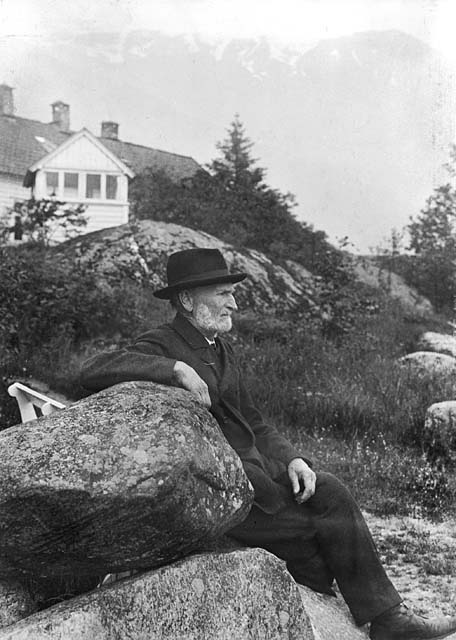
Knud Knudsen, Fotografie um 1900

Knud Knudsen (geboren am 3. Januar 1832 in Odda, Norwegen; gestorben am 21. Mai 1915 in Bergen, Norwegen) war einer der bedeutendsten skandinavischen Fotopioniere, der die bildlichen Vorstellungen der Landschaften Nordeuropas – insbesondere Norwegens – prägte. In seiner Heimat wurde er zunächst als Pomologe bekannt. Seine sich daran ab Mitte der 1860er Jahre anschließende Tätigkeit als Fotograf bewirkte ein über das Herkunftsland hinausreichendes künstlerisches Renommée seiner Person.
In der Fotografie des 19. Jahrhunderts hatte sich Knudsen vor allem der Landschaftsfotografie zugewandt, oft verbunden mit Motiven, in denen er die traditionellen Sitten und Gebräuche der einheimischen Bevölkerung dokumentierte. Eines seiner Spezialgebiete war die Stereoskopie, mittels der er bei einem Teil seiner Bilder einen Effekt des räumlichen Sehens erzeugte.

## Leben und Wirken

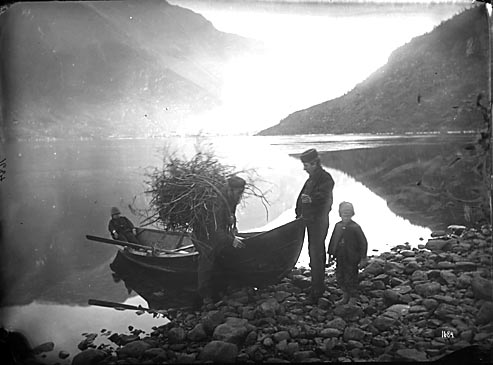
Vater mit Kindern in Odda, Knudsen-Fotografie aus seinem Herkunftsort, um 1880

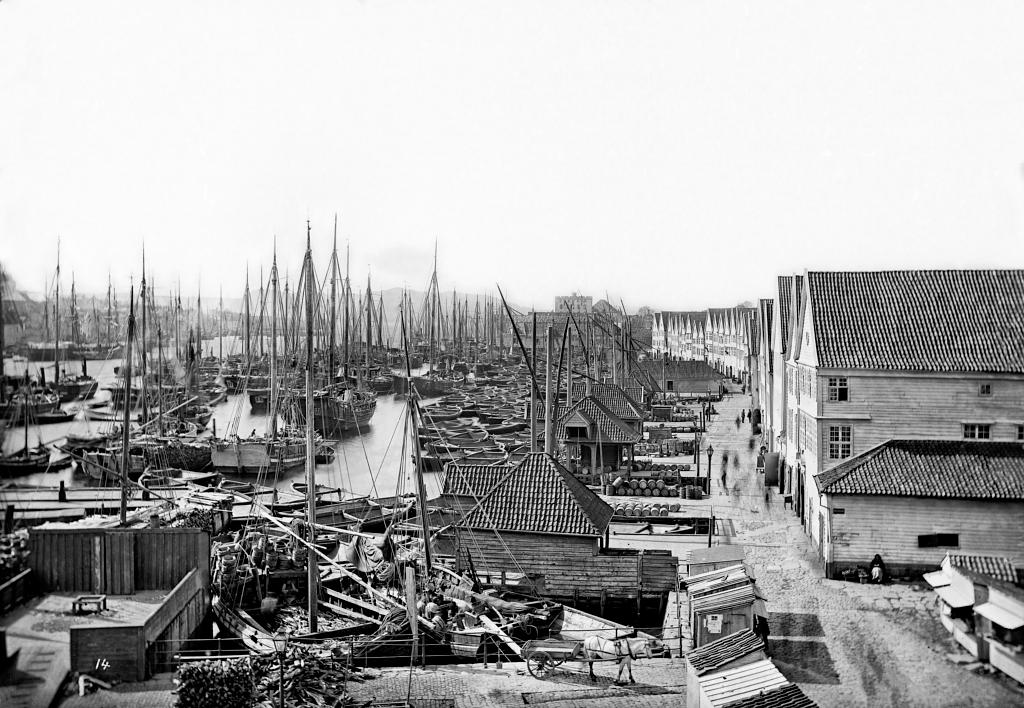
Bryggen in Bergen, Knudsen-Fotografie ca. 1866

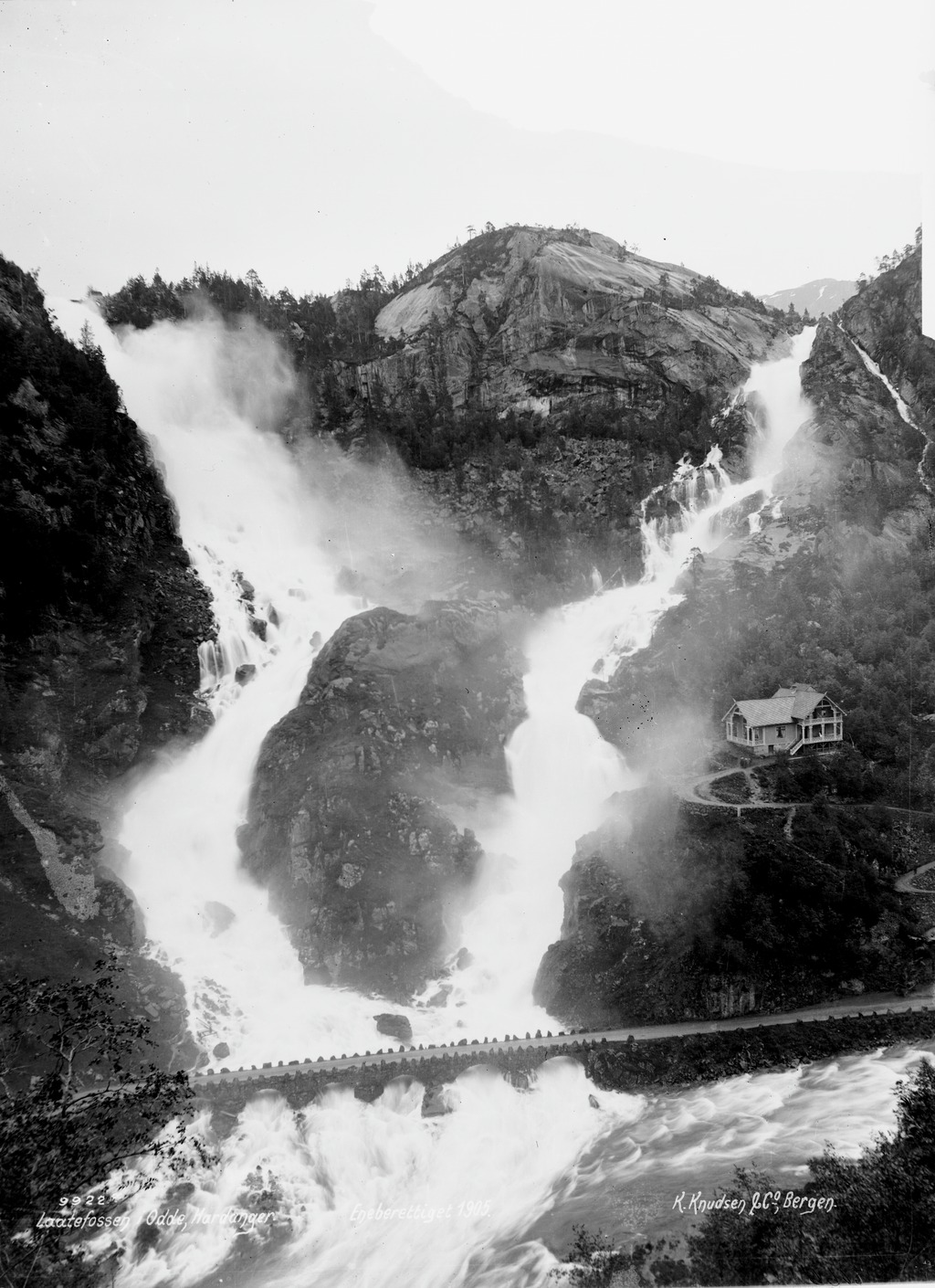
Der Zwillingswasserfall Låtefossen, Knudsen-Fotografie um 1900

Knud Knudsen war der Sohn eines Lebensmittelhändlers. Die Familie bewirtschaftete in Hardanger, einer Region im Südwesten der norwegischen Provinz Hordaland auch einen landwirtschaftlichen Betrieb.
Neben einer kaufmännischen Lehre in der Provinzhauptstadt Bergen absolvierte er zunächst eine Korbmacherausbildung, bevor in ihm das Interesse am Obstbau aufkam.
Bei Besuchen auf dem elterlichen Hof am Hardangerfjord gründete Knudsen dort eine der ersten Baumschulen Norwegens, in der er ausländische Obstsorten anbaute, und als Erster den Hardanger-Apfel, eine der heute bekanntesten norwegischen Apfelsorten züchtete. Bei einer Obstausstellung 1860 in Bergen erhielt Knudsen den Preis für die größte Sortenvielfalt.
Finanziert durch ein Auslandsstipendium des norwegischen Staates reiste er 1862 nach Reutlingen am Fuß der schwäbischen Alb im damaligen Königreich Württemberg. Im dortigen Pomologischen Institut, einem der seinerzeit bedeutendsten Obstbauinstitute Europas, bildete er sich sechs Monate lang weiter.
Um seine Reise durch die Staaten des Deutschen Bundes zu dokumentieren, hatte sich Knudsen eine Fotoausrüstung angeschafft, die er in seiner Freizeit nutzte, um Stadt- und Landschaftsbilder – zum Teil in stereoskopischem Verfahren – festzuhalten. Die dabei entstandenen Aufnahmen zählen heute zu den ältesten historischen Fotografien der von Knudsen bereisten Städte, zumal bezüglich der stereoskopischen Darstellung.
Nach der Rückkehr von seiner pomologischen Weiterbildung in Reutlingen vernachlässigte Knudsen zusehends den Obstbau und wandte sich in der Folge ganz der Fotografie, speziell der Landschaftsfotografie zu. Er eröffnete 1864 ein Fotoatelier in Bergen. Die Gründe für die Beendigung seiner pomologischen Laufbahn sind bis heute nicht geklärt. Vermutet werden fehlende Erfolgserlebnisse aufgrund zweier schlechter Erntejahre nacheinander.
Gleichwohl war Knudsen auch als Fotograf sehr erfolgreich. Er bereiste das ganze Land und war der Erste, der insbesondere die Landschaften Norwegens systematisch auf Fotografien festhielt.

## Nachwirkung, Rezeption
Knud Knudsens fotografischer Nachlass, der zum größten Teil in der Universitätsbibliothek von Bergen archiviert ist, enthält etwa 16.000 Bilder, von denen viele als Stereoskopien vorliegen.
Die Stadt Reutlingen, in der Knudsens fotografische Laufbahn im Grunde begann, holte 1997 wesentliche Reutlinger Stadtfotografien als Leihgabe in den frühen Wirkungsort des Fotopioniers und präsentierte die entsprechenden Werke, die zu den ältesten fotografischen Zeugnissen des historischen Stadtbilds gehören, in einer Sonderausstellung des Reutlinger Heimatmuseums.

## Einzelbelege
1. ↑  „Reise nach Reutlingen 1862 - Steroskopbilder des norwegischen Fotografen Knud Knudsen“; Sonderausstellung des Reutlinger Heimatmuseums vom 13. Dezember 1997 bis 3. August 1998

| Personendaten    | Personendaten                                 |
| ---------------- | --------------------------------------------- |
| NAME             | Knudsen, Knud                                 |
| KURZBESCHREIBUNG | norwegischer Pomologe und Landschaftsfotograf |
| GEBURTSDATUM     | 3. Januar 1832                                |
| GEBURTSORT       | Odda                                          |
| STERBEDATUM      | 21. Mai 1915                                  |
| STERBEORT        | Bergen (Norwegen)                             |